# 蒲杓岭遗址
蒲杓岭遗址，位于中国广东省韶关市韶关市武江区龙归镇江湾河畔，为韶关市的一个市、县级文物保护单位，类型为古遗址，公布时间为1993年6月21日。
蒲杓岭遗址的历史年代为新石器时代。